# المذيع 2: الأسطورة تستمر
المذيع 2 (بالإنجليزية: Anchorman 2: The Legend Continues)‏ هو فيلم كوميدي أُصدر في الولايات المتحدة سنة 2013. الفيلم من كتابة ويل فيرل.

## طاقم التمثيل
- ويل فيرل
- ستيف كارل
- بول رود
- ديفيد كويشنير
- كريستينا أبلغيت
- اليزا كوبيه

## القصة
تدور الأحداث حول استمرار مجموعة من مغامرات المراسل الأعلى تصنيفا في سان دييجو .

## الميزانية والإيرادات
بلغت تكلفة إنتاج الفيلم حوالي 50 مليون دولار .

## روابط خارجية
- المذيع 2: الأسطورة تستمر على موقع IMDb (الإنجليزية)
- المذيع 2: الأسطورة تستمر على موقع ميتاكريتيك (الإنجليزية)
- المذيع 2: الأسطورة تستمر على موقع روتن توميتوز (الإنجليزية)
- المذيع 2: الأسطورة تستمر على موقع نتفليكس (الإنجليزية)
- المذيع 2: الأسطورة تستمر على موقع نتفليكس (الإنجليزية)
- المذيع 2: الأسطورة تستمر على موقع قاعدة بيانات الأفلام العربية
- المذيع 2: الأسطورة تستمر على موقع ألو سيني (الفرنسية)
- المذيع 2: الأسطورة تستمر على موقع Turner Classic Movies (الإنجليزية)
- المذيع 2: الأسطورة تستمر على موقع أول موفي (الإنجليزية)
- المذيع 2: الأسطورة تستمر على موقع بوكس أوفيس موجو (الإنجليزية)